# Değirmen Deresi
Değirmen Deresi (türk. für „Mühlenschlucht“) ist eine Schlucht in Eski Halfeti, einer türkischen Stadt in Südostanatolien. 
Sie befindet sich am oberen Rand des Birecik Stausees des oberen Euphrats.
Die Schlucht hat eine Länge von etwa 2500 Meter und endet in der Nähe der Stadt Seldek. Nur der untere Teil (im Westen) weist eine reiche, natürliche Vegetation auf: wilde Feigenbäume und Wildpflanzen gedeihen an den Ufern eines kleinen Bachlaufs, der die Quellen der Schlucht sammelt und in den Euphrat ableitet. Die hohe Luftfeuchtigkeit nutzen auch Flechten und Moose, sie bilden mit ihrem satten Grün einen Kontrast zum orange bis rostig braun gefärbten Gestein, dessen Oberfläche vom Wasser glatt geschliffen wurde. Die Schlucht wurde als Naturschutzgebiet ausgewiesen, sie ist auch Lebensraum seltener Vögel, Insekten und Amphibien. Besucher können das Gebiet, in dem auch antike Ruinen und weitere Sehenswürdigkeiten zu finden sind, auf einem 5 Kilometer langen Rundwanderweg erkunden. Zu jeder Jahreszeit regen Licht und Schattenreflexe die Phantasie der Besucher an, die Schlucht ist eine regional bedeutsame Sehenswürdigkeit und wird im Sommer gern zum Baden und als Wanderziel aufgesucht. In der Değirmen Deresi Schlucht gibt es auch mehrere „Wasserfälle“, eine etwa 50 Meter lange, überhängende Felswand ist beliebtes Fotomotiv.
Im Mittelalter wurde die Wasserkraft des Baches durch Anlage von Mühlen genutzt, die Betreiber der Mühlen mussten dafür Rinnen in den Fels eintiefen, um das Wasser zu regulieren und den Mühlrädern zuzuleiten. Der Name  „Mühlenschlucht“ erinnert an diese Zeit, denn die Ruinen der einstigen Mühlen sind bereits verschwunden.